# Morchies
Morchies là một xã trong tỉnh Pas-de-Calais, vùng Hauts-de-France, Pháp.
Morchies có cự ly 17 dặm (27 km) về phía đông nam Arras, trên đường D18.

## Dân số
| 1962                                                              | 1968 | 1975 | 1982 | 1990 | 1999 | 2006 |
| ----------------------------------------------------------------- | ---- | ---- | ---- | ---- | ---- | ---- |
| 195                                                               | 227  | 252  | 201  | 174  | 189  | 182  |
| Số liệu điều tra dân số tính từ năm 1962, dân số chỉ tính một lần |      |      |      |      |      |      |

## Địa điểm nổi bật
- Nhà thờ St.Vaast, được xây lại sau thế chiến I.